# 宮内駅 (広島県)
宮内駅（みやうちえき）は広島県廿日市市串戸二丁目にある広島電鉄宮島線の駅である。駅番号はM33。

## 歴史
宮内駅は1925年（大正14年）、宮島線の廿日市町から地御前までの区間が開通した際に中間駅として設けられた。駅名ははじめ串戸駅と命名される予定だったが、開業を前に撤回されている。
駅の北東300メートルほどの位置には宮島線唯一のトンネルである串戸トンネルが存在するが、開業当時の宮内駅はこの串戸トンネルの西口付近（己斐町起点6 M73 C60 L≒11.1 km）に置かれていた。そこから西へ400メートルの現在地に駅が移設されたのは、太平洋戦争下の1945年（昭和20年）春頃とされる。駅南方の扇新開地区に置かれていた兵器工場への通勤の便を図るためであったとされ、戦中には移設後の当駅から兵士が出征したこともあった。

### 年表
- 1925年（大正14年）7月15日：宮島線の廿日市町 - 地御前終点間の開通と同時に開業[7][8]。
- 1945年（昭和20年）春頃：西へ0.4キロメートル移設[7]。

## 駅構造
2面2線の地上駅。路線の起点から見て左手にあるのが広電宮島口駅方面へ向かう下りホーム、右手にあるのが広電西広島（己斐）駅方面へ向かう上りホーム。駅の宮島口方と西広島方の両方に踏切がある。

## 利用状況
「廿日市市統計書」または「移動等円滑化取組報告書（鉄道駅）」によると、近年の1日平均乗降人員は以下の通りである。
| 年度                | 1日平均 乗降人員 |
| ------------------- | ---------------- |
| 1994年（平成06年）  | 3,600            |
| 1995年（平成07年）  | 3,470            |
| 1996年（平成08年）  | 4,003            |
| 1997年（平成09年）  | 4,182            |
| 1998年（平成10年）  | 3,577            |
| 1999年（平成11年）  | 3,405            |
| 2000年（平成12年）  | 3,281            |
| 2001年（平成13年）  | 3,374            |
| 2002年（平成14年）  | 3,303            |
| 2003年（平成15年）  | 3,262            |
| 2004年（平成16年）  | 3,106            |
| 2005年（平成17年）  | 3,109            |
| 2006年（平成18年）  | 3,136            |
| 2007年（平成19年）  | 3,154            |
| 2008年（平成20年）  | 2,918            |
| 2009年（平成21年）  | 2,700            |
| 2010年（平成22年）  | 2,725            |
| 2011年（平成23年）  | 2,736            |
| 2012年（平成24年）  | 2,631            |
| 2013年（平成25年）  | 2,567            |
| 2014年（平成26年）  | 2,575            |
| 2015年（平成27年）  | 2,523            |
| 2016年（平成28年）  | 2,360            |
| 2017年（平成29年）  | 2,286            |
| 2018年（平成30年）  | 2,222            |
| 2019年（令和 元年） | 2,100            |
| 2020年（令和02年）  | 1,590            |
| 2021年（令和03年）  | 1,615            |
| 2022年（令和04年）  | 1,728            |

## 駅周辺
駅前には駐車場やバスターミナルの類は設けられていない。西側には住宅街が広がり、東側にしばらく行くと国道2号に出る。国道付近には店舗が立ち並ぶ。
北西へ徒歩3分の距離には西日本旅客鉄道（JR西日本）山陽本線の宮内串戸駅があり、こちらには整備されたロータリーやバス乗降場、タクシー乗降場がある。
- 山口銀行廿日市支店
- ハローワーク廿日市
- 廿日市市消防本部 廿日市消防署
- 廿日市浄化センター
- 串戸港

## 隣の駅
広島電鉄
■宮島線
廿日市市役所前（平良）駅 (M32) - 宮内駅 (M33) - JA広島病院前駅 (M34)